# Résistance aux tremblements

Résistance aux tremblements est un court métrage réalisé par Olivier Hems en 2007.

## Synopsis
Un visiteur se rend chez Myriam, une très vieille dame. Cette dernière, qui vit seule et sans électricité, refuse obstinément de quitter son immeuble, tout désaffecté qu'il soit. Myriam remet à l'homme un paquet dont le contenu, mystérieux, serait... toute la mémoire du monde.

## Fiche technique
- Titre : Résistance aux tremblements
- Réalisation, scénario et dialogues : Olivier Hems
- Décors : Véronique Assens
- Photographie : Olivier Chambon
- Son : Nicolas Favre
- Montage :Agnès Bruckert
- Production : Olivier Berlemont, Ludovic Henry
- Société de production : Les Films au long cours
- Société de distribution : Chalet Pointu (en DVD)
- Pays : France
- Format : Couleurs, Super 16 (négatif), 35 mm (positif), 1,66:1, son DTS
- Durée : 15 minutes
- Date de sortie : 26 mai 2007 au Festival de Cannes

## Distribution
- Bernard Blancan : le visiteur
- Esther Gorintin : Myriam, la vieille dame
- Andreev Virgilie : le premier ouvrier
- Jérôme Laguzet : le second ouvrier